# Антарктида online
«Антарктида online» — фантастический роман Александра Громова и Владимира Васильева, впервые изданный в 2004 году. Первоначально соавторами была написана одноимённая повесть, напечатанная в 2002 году в антологии «Фантастика 2002». Позднее был опубликован созданный на этой основе роман.

## История написания
Сюжет романа «Антарктида online» придумал Владимир Васильев, однако, понимая, что естественнонаучных знаний у него для написания такого романа недостаточно, обратился к Александру Громову с предложением о соавторстве, и сюжетный замысел увлёк Громова, по его словам, «благородным безумием». Сюжетные линии основных героев были разделены между обоими соавторами. Громов написал больший объём текста, так как Васильев был в то время занят ещё одним проектом. Некоторые фрагменты Громов просил написать Васильева, тот выкраивал время и работал над фрагментами. Затем соавторы правили текст «с целью сблизить стили». Окончательную правку осуществляли вместе.

## Сюжет
Основное фантастическое допущение необычно: Антарктида вдруг переместилась в центр Тихого океана, а фрагмент Тихого океана вместе с островами перемещается в район Южного полюса. Послее этого учёные и исследователи разных стран, проживающие в антарктических станциях, объединились и объявили о создании нового государства — Свободная Антарктида. В романе очень подробно описывается реакция так называемой «большой политики» на происходящее. События развиваются очень интенсивно в разных направлениях и приводят к счастливой развязке.

## Художественные особенности
Соавторство писателей, разных по стилю, привело к соединению таких особенностей фантастики Громова, как основательность, научность и социальность, с лёгкостью и динамичностью текстов Васильева, благодаря которой роман читается очень быстро. Жанр книги определить сложно: есть признаки политического детектива (либо даже памфлета), социальной фантастики, «альтернативной географии» (по формулировке самих авторов), бытописательского полярного романа.
Очень тщательно описаны полярный быт и природа Антарктиды и её окрестностей. Источниками вдохновения авторов явились полярные романы и путевые заметки известного путешественника, писателя и журналиста Владимира Санина, в том числе заимствован и принцип соединения описательных эпизодов и дневниковых.
Один из недостатков романа — то, что некоторые сюжетные линии из завязанных в начале книги не получили продолжения в дальнейшем: к ним относятся, в частности, линии американского и российского президентов. К тому же описания этих хотя и не названных по имени, но узнаваемых президентов придают роману оттенок сиюминутности. Ещё один недостаток — «рояль в кустах» в финале: создаётся впечатление нелогичной развязки логично развивавшихся событий.

## Премии
Роман получил премию «Звёздный мост» за 2004 год и премии «Бронзовая улитка» и «РосКон» за 2005 год. Также он был номинирован на премии «Лунная радуга», «АБС-премию», «Портал», «Итоги года» от журнала «Мир фантастики», «Интерпресскон», «Сигма Ф».